# Babona
A babona vagy hiedelem szűkebb értelemben olyan, a világ mágikus szemléletéből fakadó hitet, vagy erre épülő tevékenységet jelent, ami (tévesen) közvetlen (ok-okozati vagy jel-jelöleti) összefüggést tulajdonít ilyen viszonyban valójában nem álló dolgoknak, az események mozgatóiként sokszor természetfölötti erőket elképzelve. Tudományos vizsgálata többek között a néprajz és a szociálpszichológia feladata.

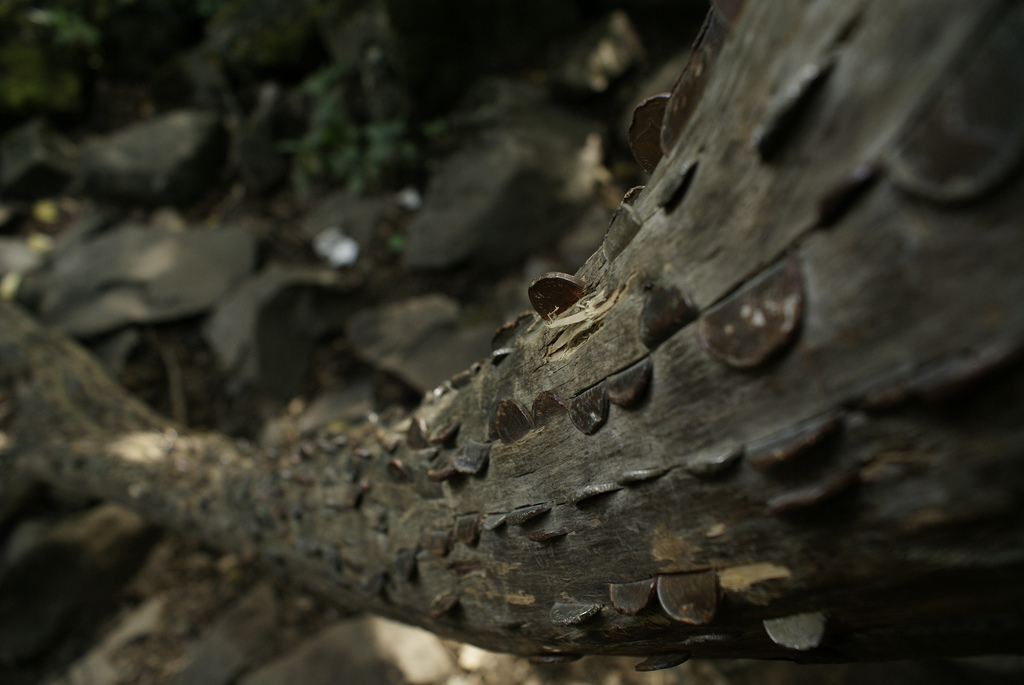
Pénzérmékkel telitűzdelt angliai „kívánságfa”

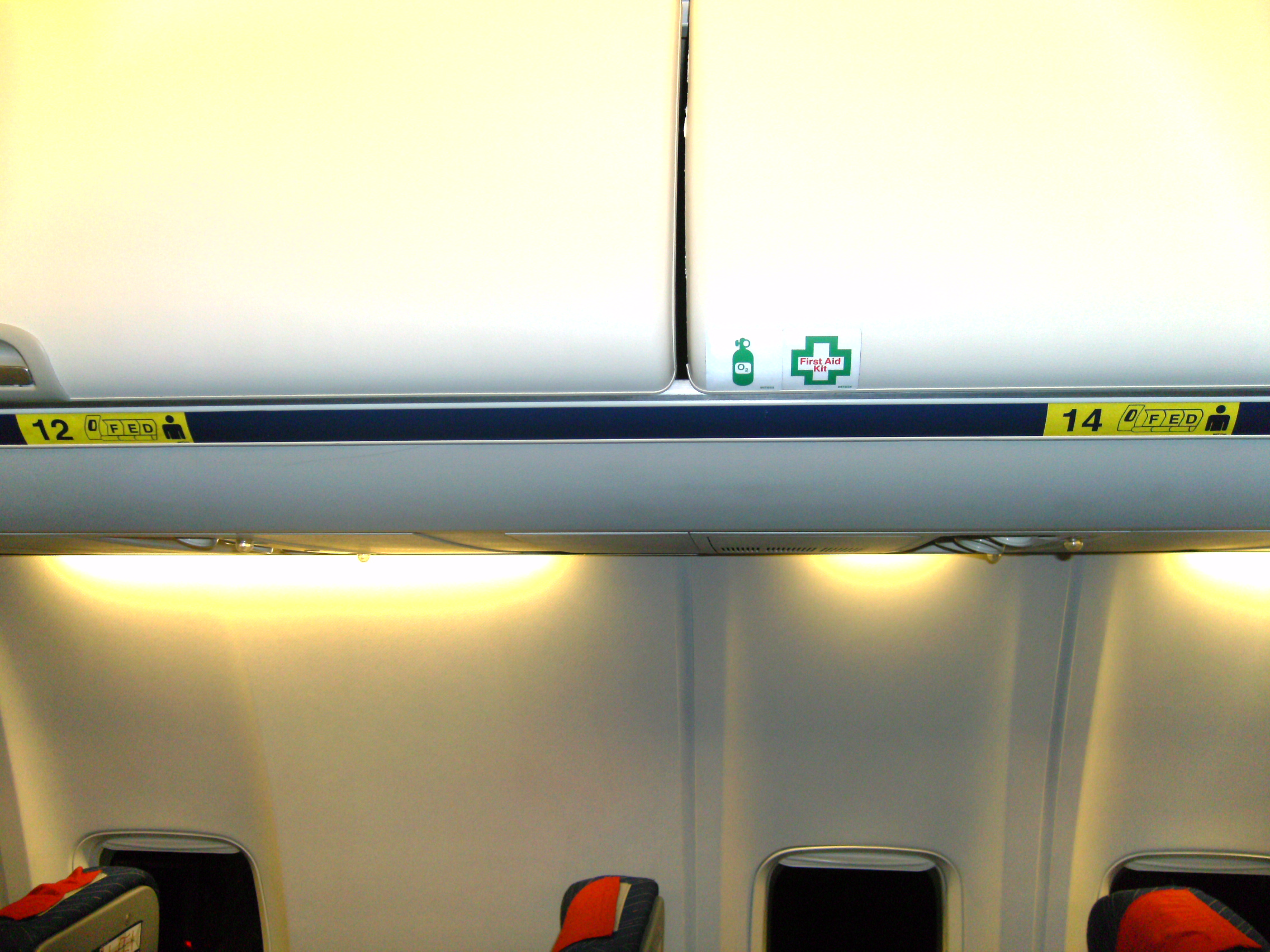
Triszkaidekafóbia miatt hiányzó 13-as ülésszámozás egy utasszállító repülőgépen

Tágabb (de a köznyelvben inkább csak az újkortól kezdve terjedő) értelemben a „babona” szó jelentése egyszerűen tévhit (ld. lentebb).
A babona szűkebb fogalmához általában hozzátartozik, hogy
- mind a természettudományos ismeretekkel, mind a rendszert alkotó vallások dogmáival szemben áll, ezek alapjaira helyezkedve cáfolható;
- egy adott kultúrán, népcsoporton belül elterjedt hiedelmek nem alkotnak összefüggő rendszert[4] és nincs sem világkép-, sem társadalomszervező erejük (ellenkező esetben inkább mitológiáról beszélünk), noha lehetnek feledésbe merült vallási vagy mitológiai rendszerek maradványai. A hiedelmek rendszert nem alkotó összességét történetileg kialakult népcsoportok esetében gyakorta hiedelemvilágnak nevezzük.
- a hiedelmek kollektív és általában anonim jellegűek, ezért például a jól ismert alkimisták tanai, általában az áltudományok, vagy betegek tévképzetei – bár sokszor babonákból táplálkoznak vagy azokhoz igen hasonlóak – csak nagyon tág értelemben nevezhetőek babonának; a babonás hiedelmek csoportra és nem egyénre jellemzőek, és inkább mémként terjednek, semmint kizárólag egy egyénhez lennének kapcsolhatóak.
- tartósak, sok babona hosszú évszázadokon át is kimutatható, kultúrtörténeti korszakokon át él és hat.

## Etimológia
A szó eredetét többféleképp magyarázzák, pl. a „babvetés” (jóslási módszer) szóból, illetve a bogumil mozgalomra használt ószerb eredetű babuni („bogumilok”) szóból, vagy pedig egy „tévhit” jelentésű szlovák jövevényszóból.

## A fogalom és szó története
A babona szó megfelelője az európai civilizáción belül a Római Birodalom latin nyelvének superstitio szavára vezethető vissza, és valószínű, hogy eredetileg szinonim, illetve részfogalmi kapcsolatban állt a vallás fogalmával. A „babonás” ember bölcs ember volt, aki körültekintően mérlegeli a körülményeket (ide értve természetesen az istenek által küldött előjeleket is), és cselekedeteit a lehetséges következményekhez mérten szabja meg. Cicero már használta ettől kicsit különböző értelemben is (elválasztva a „vallásos” szó értelmétől), úgy értelmezve, mint a léleknek félelmetes természetfeletti erők okozta rettegését (Az istenek természetéről, II. 28. 72.). A görög nyelvben ennek megfelelő szó, a deisidaimonia (természetfölötti lényektől való félelem) volt. A görög kifejezéshez már kapcsolódott pejoratív értelem, mivel a keleti istenkultuszok barbárnak tekintett jelenségeire is alkalmazták. Publius Cornelius Tacitus római történetíró a kereszténységet nevezte ilyen értelemben „veszedelmes babonának”.
Aquinói Tamástól eredeztethetően, a középkori hittudomány értelmezésében olyan hiedelmekre használták, amelyek ellentétesek voltak a kereszténységgel, hamis istenképen (bálvány) alapultak.
A tizenkilencedik században kialakult klasszikus néprajztudomány szerint a babona (ti. egy hiedelem babonának minősítettsége/minősíthetősége) nem kultúrafüggetlen, hanem csak az uralkodó (hivatalos) nézetek és a népi elképzelések szembeállításaként értelmezhető. Hiedelem, elítélő szóval babona tehát a hivatalos (állami, egyházi, tudományos) intézmények által képviselt eszméktől függetlenként létező, a népi tudatban gyökerező, és abban továbbélő eszme, elképzelés. Az ilyen eszmerendszer vagy hiedelemvilág legfőbb feladata az „intézményesült” eszmék által ki nem elégített társadalmi (vallásos, spirituális) igények kielégítése.
Ma főként olyan hitekre alkalmazzák, amelyeknek nincs tudományos vagy logikus alapjuk. A népi hiedelemvilág visszaszorulásával, a természettudományos világkép elterjedésével összefüggésben modern szerzők sokszor, tágabb értelemben, egyszerűen a „tévhit” szó jelentésével egyezően használják (pl. „tudományos babona”, helytelenül értelmezett és elferdített tudományos tétel). A szót többnyire pejoratív értelemben használták és használják mások feltételezetten irracionális hiedelmeire, így rendkívül szubjektív. Leggyakrabban szerencsével, jóslással és spirituális lényekkel kapcsolatos hiedelmekre és gyakorlatokra utal.

## Fogalomváltozatok és megközelítési módok

### Babona a világvallások és történelmi egyházak tanai szerint

#### Babona a Biblia szerint
Az Ószövetségben a környező népek vallási szokásai állandó kísértést jelentettek a zsidó nép számára, hogy az egy, igaz Isten kultuszától eltérjenek. Bár Izrael tudta, hogy a jövőt csak Isten emberei, a próféták ismerhetik, mégis előfordult a halottidézés (1Sám 28,7-25), a jóslás (Ez 11,26; Zak 10,2) és az asztrológia (Jer 10,2; Iz 47,13). A jóslást halállal büntették, és az álmok jelentését csak akkor fogadták el, ha azok Istentől eredtek (Ter 41,16; Dán 1,27-30). 
Hasonlóképpen büntették a varázslást, de minden tiltás ellenére többen használtak amuletteket. (2Mak 12,40; Ter 35,40; Bír 8,24; Iz 3,40). Pál apostol Barjézus zsidó varázslót a Sátán fiának nevezi (ApCsel 13,10), valamint a Galatákhoz írt levélben a babonaságot a „test cselekedetei” közé sorolja (5,20).

#### A babonaság keresztény megítélése
A babona a hitetlen ember számára fogódzópont előre nem látható helyzetekben, és inkább valláspótlék, mint hamis istentisztelet. A hívők esetében a babonaság lehet tréfa is. A komolyan vett babona bűn az első parancsolat és a vallásosság erénye ellen, a katolikus egyház komolyan óvja tőle híveit.
Magyarországon a nagyszombati katolikus tartományi zsinat 1611-ben és 1629-ben a következőképp fogalmazott:
„A ráolvasást, mágiát, jövendölést, sorsvetést, tenyérjóslást, kuruzslást a prédikációban gyakran ostorozzák, és ha valakiről kiderül a babonaság, értesítsék róla a püspököt.”
„Az egyszerű nép könnyen babonás, sok helyen javasasszonyok babonával gyógyítanak és ráolvasásokat művelnek. A plébános kérdezze gyónásban és azon kívül is, gyógyítanak-e babonás módon embereket vagy állatokat, és térítse el ettől az embereket.”

### Néhány manapság is elterjedtebb babona
- péntek 13.
- fekete macska[15]
- négylevelű lóhere[16]
- szerencsepatkó[16]
- Kéményseprő[16]
- üstökösök mint a háború előjelei

## Konkrét babonák
- Vérfarkas